# 코블렌츠현

라인란트팔츠주에서 코블렌츠현의 위치

코블렌츠현(독일어: Regierungsbezirk Koblenz)은 과거 독일 라인란트팔츠주 북부에 있던 현(Regierungsbezirk)이다. 현도는 코블렌츠였으며 폐지 당시의 면적은 8,076.21km2, 인구는 1,524,695명(2001년 기준), 인구 밀도는 190명/km2이었다. 10개 군(Landkreise), 1개 시(Kreisfreie Städte)를 관할했으며 2000년 1월 1일을 기해 폐지되었다.

## 하위 행정 구역

### 군(Landkreise)
1. 아르바일러군(Ahrweiler)
2. 알텐키르헨군(Altenkirchen)
3. 바트크로이츠나흐군(Bad Kreuznach)
4. 비르켄펠트군(Birkenfeld)
5. 코헴첼군(Cochem-Zell)
6. 마이엔코블렌츠군(Mayen-Koblenz)
7. 노이비트군(Neuwied)
8. 라인훈스뤼크군(Rhein-Hunsrück)
9. 라인란군(Rhein-Lahn)
10. 베스터발트크라이스군(Westerwaldkreis)

### 시(Kreisfreie Städte)
1. 코블렌츠시(Koblenz)